# Libera uscita (film 2011)
Libera uscita (Hall Pass) è un film del 2011 diretto da Peter e Bobby Farrelly e con protagonisti Owen Wilson e Jason Sudeikis.

## Trama
Rick e Fred sono due amici, sposati con Maggie e Grace, anche loro grandi amiche. 
I due sono insoddisfatti della propria vita sessuale e rimpiangono i vecchi tempi quando erano ancora single. Rendendosi conto di ciò, le loro mogli decidono di dare loro una "Hall Pass", ossia una settimana fuori dal matrimonio, in cui possono avere rapporti sessuali con altre donne. Inizialmente scettici, accettano l'offerta e cercano di rimorchiare le ragazze.
Le due donne decidono di spendere le loro "Hall Pass" a casa dei genitori di Maggie a Cape Cod, dove Grace si mette a corteggiare un atleta di nome Gerry.
Con le loro mogli ed i bambini lontani, Fred e Rick vanno in un hotel e si preparano per la loro settimana di libera uscita.
Inizialmente cominciano a frequentare locali e bar in cerca di qualche ragazza, ma non avendo successo, allora i due vanno in un locale in cui parecchie volte si reca Leigh, la ragazza conosciuta al bar di cui Rick si è un po' innamorato, (cosa che non va bene a Brent, ragazzo che lavora insieme a Leigh, anch'egli segretamente innamorato di lei) e casualmente sia Brent che Leigh si trovano nel medesimo locale in cui si trovano Rick e Fred.
Rick, intanto, si fa trascinare ad una festa insieme a Leigh. Lì Fred, fingendosi Rick, rimorchia Meg (intenzionata ad andare a letto con Rick), la zia di Paige, la babysitter dei figli di Rick.
Leigh, durante la festa, seduce Rick, il quale però rifiuta di andarci a letto perché fedele alla moglie.
Ad un certo punto, Rick riceve una chiamata da un infermiere dell'ospedale che gli riferisce che Grace ha fatto un incidente d'auto, sicché Rick preoccupato si dirige verso l'hotel dove si trova Fred, ma inconsapevolmente Rick viene seguito da Brent, infastidito dal fatto che gli abbia rubato la "ragazza".
Arrivati all'hotel, Meg scopre che Fred non è Rick e quindi se ne va; intanto, Fred e Rick, preoccupati per Grace, si dirigono all'uscita dell'hotel dove trovano Brent che gli ha imbrattato la macchina.
Dopo diverse dicerie, Brent scopre che Fred è stato a letto con Meg, i quali vengono a sapere che lei è sua madre; allora Brent, arrabbiato con tutti e due, inizia a sparargli addosso, (fortunatamente per loro) mancandoli.
Dopo che sono andati via però Brent sale sul tetto della macchina, intento ad ucciderli ma per sua sfortuna in quel momento arriva la polizia che, arrivati all'ospedale, lo arrestano.
I due quindi si ricongiungono con le loro mogli.
Grace dice a Rick che non ha mai avuto rapporti sessuali con qualcun altro durante la settimana; invece Fred chiede a Maggie, avente il naso rotto a causa dell'incidente, di non parlare della settimana; a quel punto Grace gli chiede se la porterà a vedere lo spettacolo di Katie Griffin che lei desiderava tanto guardare, allora lui, non avendo in mente di andarci, vuota il sacco e le rivela che "ha fatto un finta-lecca (fingere di leccare la vagina, praticandole un ditalino) alla mamma di un matto (Brent)", facendo rimanere Grace allibita.
Nelle scene durante i titoli di coda si vedono Rick e Fred con le loro mogli e gli amici che festeggiano nel giardino del secondo durante uno spettacolo privato di Katie Griffin. La moglie del loro amico Gary, notando l'affanno che ora hanno le coppie, pensa di concedergli un "Hall Pass" e lui, dopo aver fantasticato su ciò che potrebbe accadere (lui va con una donna cinese sposata e poi ne uccide il marito insieme a lei e a sua nonna, per poi essere arrestato e una volta in carcere venire violentato dal suo compagno di cella), afferma che potrebbe essere una buona idea.

## Produzione
Il progetto del film partì come uno spec script scritto da Pete Jones e che i fratelli Farrelly acquistarono nel settembre 2005. Owen Wilson fu il primo dei due protagonisti ad impegnarsi nel progetto, mentre la presenza di Jason Sudeikis nel film fu incerta fino al gennaio 2010, perché non sapeva se il suo lavoro al Saturday Night Live avrebbe impedito la sua partecipazione al progetto.
Le riprese sono iniziate nel febbraio 2010 ad Atlanta, con Christina Applegate, Alyssa Milano, Larry Joe Campbell e Vanessa Angel aggiunti nel cast. Nonostante il film sia ambientato in New England, per una questione economica le riprese sono state effettuate in Georgia.
Inizialmente nel cast era presente anche l'attrice Amanda Bynes, ma è stata sostituita da Alexandra Daddario poco dopo l'inizio delle riprese.

## Curiosità
Nel film viene citato il personaggio di "Grande Capo" Bromden, del film Qualcuno volò sul nido del cuculo (1975).

## Distribuzione
Il film è stato proiettato nei cinema statunitensi a partire dal 25 febbraio 2011, mentre in Italia è stato distribuito a partire dal 15 giugno 2011.
In Italia il film è stato vietato ai minori di 14 anni a causa di "riferimenti sessuali" e "linguaggio scurrile". 
In blu ray è stata inoltre distribuita una versione estesa, contente 6 minuti di scene inedite.

## Accoglienza

### Incassi
A fronte di un budget stimato di 36 milioni di dollari, il film ne ha incassati circa 83,2; di questi, 45,1 milioni dalle sale cinematografiche statunitensi ed altri 1,3 milioni da quelle italiane.